# Thyasiridae
Thyasiridae é uma família de moluscos bivalves da ordem Veneroida. Está dividida em vários gêneros:
- Gênero Adontorhina S. S. Berry, 1947
  - Adontorhina cyclia S. S. Berry, 1947
  - Adontorhina sphaericosa Scott, 1986
- Gênero Axinodon A. E. Verrill e Bush, 1898
  - Axinodon redondoensis (T. A. Burch, 1941)
  - Axinodon symmetros (Jeffreys, 1876)
- Gênero Axinopsida Keen e Chavan, 1951
  - Axinopsida cordata (A. E. Verrill e Bush, 1898)
  - Axinopsida orbiculata (G. O. Sars, 1878)
  - Axinopsida serricata (Carpenter, 1864)
  - Axinopsida viridis (W. H. Dall, 1901)
- Gênero Axinulus A. E. Verrill e Bush, 1898
  - Axinulus careyi Bernard, 1979
  - Axinulus eumyaria (M. Sars, 1870)
  - Axinulus redondoensis (T. A. Burch, 1941)
- Gênero Conchocele Gabb, 1866
  - Conchocele bisecta (Conrad, 1849)
  - Conchocele disjuncta Gabb, 1866
- Gênero Leptaxinus A. E. Verrill e Bush, 1898
  - Leptaxinus incrassatus (Jeffreys, 1876)
  - Leptaxinus minutus A. E. Verrill e Bush, 1898
- Gênero Mendicula Iredale, 1924
  - Mendicula ferruginosa (Forbes, 1844)
- Gênero Thyasira Lamarck, 1818
  - Thyasira alleni Carrozza, 1981
  - Thyasira barbarensis (W. H. Dall, 1890)
  - Thyasira brevis A. E. Verrill e Bush, 1898
  - Thyasira croulinensis Jeffreys, 1874
  - Thyasira cycladia S. Wood, 1853
  - Thyasira cygnus W. H. Dall, 1916
  - Thyasira elliptica Verrill e Bush, 1898
  - Thyasira equalis (A. E. Verrill e Bush, 1898)
  - Thyasira eumyaria M. Sars, 1870
  - Thyasira flexuosa (Montagu, 1803)
  - Thyasira gouldii (Philippi, 1845)
  - Thyasira grandis Verrill e Smith, 1885
  - Thyasira granulosa di Monterosato, 1874
  - Thyasira incrassatus (Jeffreys, 1876)
  - Thyasira obsoleta (Verrill e Bush, 1898)
  - Thyasira ovoidea W. H. Dall, 1889
  - Thyasira plicata Verrill e Smith, 1885
  - Thyasira pygmaea Verrill e Bush, 1898
  - Thyasira rotunda Jeffreys, 1881
  - Thyasira simplex A. E. Verrill e Bush, 1898
  - Thyasira subovata Jeffreys, 1881
  - Thyasira subtrigona (Jeffreys, 1858)
  - Thyasira succisa (Jeffreys, 1876)
  - Thyasira tortuosa Jeffreys, 1881
  - Thyasira tricarinata W. H. Dall, 1916
  - Thyasira triseriata
  - Thyasira trisinuata (d'Orbigny, 1842)